# Søren Madsen
Søren Madsen, född den 31 maj 1976 i Middelfart i Danmark, är en dansk roddare.
Han tog OS-brons i lättvikts-fyra utan styrman i samband med de olympiska roddtävlingarna 2000 i Sydney.